# Jerry Bird
Jerry Lee Bird (Corbin, Kentucky, 2 de febrero de 1935-ibídem, 16 de julio de 2017) fue un baloncestista estadounidense que disputó una temporada en la NBA. Con 1,98 metros de estatura, jugaba en la posición de alero.

## Trayectoria deportiva

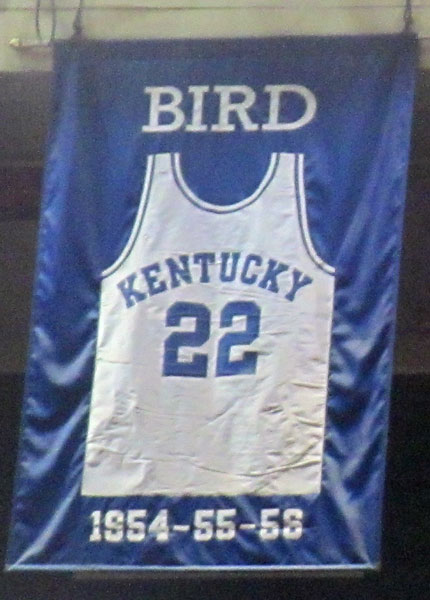
Camiseta con el n.º 22, retirada por Kentucky.

### Universidad
Jugó durante tres temporadas con los Wildcats de la Universidad de Kentucky, en las que promedió 12,7 puntos y 11,3 rebotes por partido. Su mejor anotación en un partido la consiguió ante Dayton, anotando 34 puntos en 1955. En su última temporada fue incluido en el segundo mejor quinteto de la Southeastern Conference.

### Profesional
Fue elegido en la decimonovena posición del Draft de la NBA de 1956 por Minneapolis Lakers, pero antes del comienzo de la competición fue traspasado junto con Slater Martin y Phil Jordon a los New York Knicks a cambio de Walter Dukes y los derechos sobre Burdette Haldorson.
Tras dos años cumpliendo el servicio militar, en los Knicks apenas jugó en 11 partidos, en los que promedió 2,3 puntos y 1,1 rebotes, antes de ser despedido, y dejar definitivamente el baloncesto profesional.

## Estadísticas de su carrera en la NBA

### Temporada regular
| Temporada | Edad | Equipo          | Liga | P  | TIT | MIN | TC  | TCA | %TC  | 3P | 3PA | %3P | TL  | TLA | %TL   | R.OF. | R.DEF. | REB | ASIS | ROB | TAP | PER | FP  | PTS |
| 1958-59   | 23   | New York Knicks | NBA  | 11 |     | 4.1 | 1.1 | 2.9 | .375 |    |     |     | 0.1 | 0.1 | 1.000 |       |        | 1.1 | 0.4  |     |     |     | 0.6 | 2.3 |
| Total     |      |                 | NBA  | 11 |     | 4.1 | 1.1 | 2.9 | .375 |    |     |     | 0.1 | 0.1 | 1.000 |       |        | 1.1 | 0.4  |     |     |     | 0.6 | 2.3 |